# Circuito del Jarama
Circuito del Jarama – tor wyścigowy (wcześniej znany jako Circuito Permanente del Jarama) o długości 3,404 km, znajdujący się 29 km na północ od Madrytu. Od 1968 do 1981 r. odbyło się tu 9 wyścigów Formuły 1 o Grand Prix Hiszpanii.
Zaprojektowany przez Johannesa Hugenholtza (który również stworzył obiekty w Zandvoort i Suzuce), tor został zbudowany przez Alessandro Rocciego w 1967 roku na północ od Madrytu na spustynniałym terenie. Ma krótką prostą a większość toru stanowią serie ciasnych zakrętów, przez co wyprzedzanie jest utrudnione (Gilles Villeneuve podczas Grand Prix w 1981 roku utrzymał pozycję lidera przez cały wyścig, pomimo czterech konkurentów jadących za nim w szybszych 
bolidach). 
Ostatni wyścig F1 odbył się w 1981 roku, po którym stwierdzono, że tor jest zbyt wąski dla nowoczesnych serii wyścigowych. 
Obecnie na torze odbywają się różne wyścigi samochodowe (turystyczne, EcoSeries, aut zabytkowych) i motocyklowe (modeli zabytkowych).

## ZwycięzcyGrand Prix Hiszpaniina torze Circuito del Jarama
| Sezon | Kierowca                                                                                 | Zespół                                            |        |
| ----- | ---------------------------------------------------------------------------------------- | ------------------------------------------------- | ------ |
| 1981  | Gilles Villeneuve                                                                        | Ferrari                                           | Wyniki |
| 1979  | Patrick Depailler                                                                        | Ligier-Ford                                       | Wyniki |
| 1978  | Mario Andretti                                                                           | Lotus-Ford                                        | Wyniki |
| 1977  | Mario Andretti                                                                           | Lotus-Ford                                        | Wyniki |
| 1976  | James Hunt                                                                               | McLaren-Ford                                      | Wyniki |
| 1974  | Niki Lauda                                                                               | Ferrari                                           | Wyniki |
| 1972  | Emerson Fittipaldi                                                                       | Lotus-Ford                                        | Wyniki |
| 1970  | Jackie Stewart                                                                           | March-Ford                                        | Wyniki |
| 1968  | Graham Hill                                                                              | Lotus-Ford                                        | Wyniki |
|       | 2x Andretti 1x Hill 1x Stewart 1x Fittipaldi 1x Lauda 1x Hunt 1x Depailler 1x Villeneuve | 4x Lotus 2x Ferrari 1x March 1x McLaren 1x Ligier |        |